# ميلتون بارنز (ملحن)
ميلتون بارنز هو موزع وملحن وطبال كندي، ولد في 16 ديسمبر 1931 في تورونتو في كندا، وتوفي بنفس المكان في 27 فبراير 2001 بسبب نوبة قلبية.

## وصلات خارجية
- ميلتون بارنز على موقع IMDb (الإنجليزية)
- ميلتون بارنز على موقع ميوزك برينز (الإنجليزية)
- ميلتون بارنز على موقع ديسكوغز (الإنجليزية)